# 俺たち喧嘩スケーター
『俺たち喧嘩スケーター』（おれたちけんかスケーター、Goon）は2011年のカナダのスポーツコメディ映画。監督はマイケル・ドース、出演はショーン・ウィリアム・スコットとリーヴ・シュレイバーなど。アイスホッケーでスター選手を守る用心棒でもある乱闘要員「エンフォーサー」を描いており、ダグ・スミスとアダム・フラッタシオが2002年に発表したノンフィクション『Goon: The True Story of an Unlikely Journey into Minor League Hockey』を原作としている。原題の「Goon」は「（用心棒として雇われた）やくざ」の意味。
日本国内で劇場公開されなかったが、レンタルDVDで視聴できる。また、Amazonなどでの配信が行われている。

## ストーリー
マサチューセッツ州。ダグ・グラットは飲み屋の用心棒として働いていた。ダグの父親と兄は優秀な内科医であったため、彼は劣等感や疎外感を覚えながら生きていた。そんなある日、ダグがアイスホッケーの試合を見に行ったところ、選手の一人（パット）が相手チームを罵倒したことをきっかけに乱闘が始まった。選手たちは観客席にも雪崩れ込んできた。同性愛者と間違われて侮辱されたため、ダグは激怒し（ダグの兄は同性愛者である）、発言者をあっという間に組み伏せた。ほどなくして、地元のアイスホッケーチームから「乱闘要員としてチームに加わらないか」というオファーが届き、ダグはそれを受諾した。最初こそ氷上での動きに戸惑ったが、ダグは乱闘要員として目覚ましい活躍を見せた。
その頃、乱闘要員として長らく活躍してきたロス・レアは20試合の出場停止処分を受け、2軍に降格させられた。
3年前に起きた乱闘で、ロスは将来を嘱望されていた選手（グザヴィエ）を殴りつけた。グザヴィエは脳震盪を起こしたが、身体面での障害は残らなかった。しかし、「また殴られるのではないか」という不安は消えることがなく、満足にプレーができない状態が続いていた。グザヴィエが所属するハイランダーズは「彼がこのまま引退に追い込まれるのは勿体ない」と思っていた。そんな折、ハイランダーズのコーチはダグの活躍ぶりを耳にした。コーチはグザヴィエの不安を取り除くために、ダグをチームの乱闘要員として雇うことにした。
ダグの乱闘での活躍もあって、ハイランダーズは試合で次々と勝利を収めていった。ダグはファンやチームメイトから愛される存在になったが、彼の活躍を快く思わない者たちがいた。それはダグの両親とグザヴィエであった。ダグの両親は「乱闘要員が世間の何に貢献しているというのか」と思っており、グザヴィエはダグに活躍の機会を奪われたと思い込んでいたのである。しばらくして、ダグはファンの一人（エヴァ）と恋仲になった。
年度内の試合が残り4つとなり、ハイランダーズがプレーオフに進出するためには2勝する必要があった。ケベックでの試合中、グザヴィエは相手チームの選手から殴り倒され、またしても脳震盪を起こしてしまった。憤激したダグはその選手を昏倒させたため、次の試合への出場停止処分を受けた。次の試合の相手はロスが所属するシャムロックスであった。その日の夜、ダグはレストランでロスと出会った。憧れの存在に会えたダグは感激したが、ロスは「何か勘違いしているようだが、君はホッケー選手ではなくただの乱闘要員だ。腕っ節の強さは尊敬に値するが、それだけしかない。もし試合で相見えるようなことがあれば、俺はお前をノックアウトしてやる。」と言い放った。ダグとグザヴィエが欠けていたこともあって、ハイランダーズは試合に負けた。ハイランダーズのキャプテンはロスに乱闘を仕掛けたが、一方的に打ち負かされてしまった。
ダグは入院中のグザヴィエを見舞い「安心しろ。俺はいつでもお前を守ってやるから」と言った。その言葉を聞いたグザヴィエはダグへの敵意が消えていくのを感じた。数日後の試合で、ハイランダーズは1点差を死守していたが、試合終了まで残り1分を切ったとき、ダグの顔にショットが直撃した。そのために発生した乱闘に巻き込まれ、ダグは足首を負傷した。最終的に、ハイランダーズは試合に勝利することができたものの、プレーオフ進出確定には至らず、シャムロックスとの再戦に臨むこととなった。

## キャスト
- ダグ・グラット: ショーン・ウィリアム・スコット
- ロス・レア: リーヴ・シュレイバー
- エヴァ: アリソン・ピル
- グザヴィエ・ラフレイム: マルク＝アンドレ・グロンダン（英語版）
- パット: ジェイ・バルチェル
- グラット医師: ユージン・レヴィ
- アイラ・グラット: デヴィッド・パートコー（英語版）
- ロニー・ホーテンス: キム・コーツ
- ゴード・オギルヴィー: リチャード・クラーキン（英語版）
- マルコ・ベルシオール: ジョナサン・チェリー
- ジョン・スティーヴンソン: リッキー・メイブ（英語版）
- ハンチントン: ジョルジュ・ララーク（英語版）
- ロッド・マッコードリー: カート・ケイルバック（英語版）

## 製作
2010年10月1日、ショーン・ウィリアム・スコット、ジェイ・バルチェル、アリソン・ピル、マルク＝アンドレ・グロンダンが本作に出演するとの報道があった。12日、リーヴ・シュレイバーの出演が決まったと報じられた。27日、ユージン・レヴィがキャスト入りした。同月、本作の主要撮影がカナダのウィニペグで行われた。

## 公開・マーケティング
2011年9月9日、本作は第36回トロント国際映画祭でプレミア上映された。12日、マグネット・リリーシングが本作の全米配給権を獲得したと報じられた。11月12日、本作のオフィシャル・トレイラーが公開された。12月16日、本作のオフィシャル・トレイラー第2弾が公開された。
モントリオールとトロント市内を走るバスに本作のポスターが貼られていたが、「ジェイ・バルチェルのポーズが性行為を示唆しているように見える」という苦情が複数寄せられたため、ポスターの掲示が取りやめとなった。

## 評価
本作は批評家から好意的に評価されている。映画批評集積サイトのRotten Tomatoesには105件のレビューがあり、批評家支持率は81%、平均点は10点満点で6.5点となっている。サイト側による批評家の見解の要約は「『俺たち喧嘩スケーター』はストレートなスラップスティック・コメディである。登場人物の設定はよく練られており、ストーリーにも驚くほど多くの人情が盛り込まれている。」となっている。また、Metacriticには24件のレビューがあり、加重平均値は64/100となっている。
本作は第1回カナダ・スクリーン・アワードで監督賞（マイケル・ドース）、脚色賞（ジェイ・バルチェルとエヴァン・ゴールドバーグ）、助演男優賞（ジェイ・バルチェル、キム・コーツ）の4ノミネーションを獲得したが、受賞は逃した。
2011年の夏、NHLで乱闘要員として活躍していたデレク・ブーガード、リック・リッピン、ウェイド・ベラックが相次いで亡くなった。3人は鬱症状とトラウマに苦しんでおり、それが早すぎる死の要因になったとされている。そのため、「彼らの死から1年も経たないうちに、乱闘要員を主人公としたコメディ映画が封切られるのは時期尚早であろう」と批判する者もいた。

## 続編
本作は興行的に不発だったが、DVDの売り上げやNetflixでの視聴回数が好調だったため、続編が製作されることになった。2012年9月25日、ジェイ・バルチェルが自身のTwitterで「本作の続編の企画が進められており、ドース監督も続投する予定だ」という趣旨の発表をした。2015年5月15日、続編のタイトルが『Goon: Last of the Enforcers』に決まり、バルチェルが同作で映画監督デビューを果たすとの報道があった。また、ショーン・ウィリアム・スコットの続投も決まった。6月8日、アリソン・ピルとリーヴ・シュレイバーの続投とエリシャ・カスバートのキャスト入りが発表された。
本作の続編『俺たち喧嘩スケーター2: 最後のあがき』は2017年3月17日にカナダで、同年9月1日にアメリカで封切られた。しかし、日本では劇場公開されず、Netflixによる配信のみとなった。